# Белица (город)
Белица (болг. Белица) — город в Благоевградской области Болгарии. Административный центр общины Белица. Находится примерно в 40 км к востоку от центра города Благоевград. По данным переписи населения 2011 года, в городе  проживало 3362 человека.
В Белице родился Владимир Поптомов, министр иностранных дел Болгарии в 1949—1950 годах.

## Достопримечательности
- Неподалёку от города, в 12 км, есть знаменитый парк «танцующих медведей»
- Курортный комплекс «Семково» расположен в 16 км к северу от Белицы.

## Население
| Год     | 1934 | 1946 | 1956 | 1965 | 1975 | 1985 | 1992 | 2001 | 2011 |
| ------- | ---- | ---- | ---- | ---- | ---- | ---- | ---- | ---- | ---- |
| Жителей | 3169 | 3441 | 3281 | 3743 | 3825 | 3700 | 3762 | 3305 | 3362 |

| Национальность  | Человек | Процент |
| --------------- | ------- | ------- |
| болгары         | 2534    | 89,83%  |
| турки           | 63      | 2,23%   |
| цыгане          | 159     | 5,64%   |
| другие          | 8       | 0,28%   |
| не определились | 57      | 2,02%   |
| Всего ответов   | 2821    |         |

|  |